# Internationale Standardnummer für fortlaufende Sammelwerke
Die Internationale Standardnummer für fortlaufende Sammelwerke (engl. International Standard Serial Number, ISSN) ist eine Nummer, die Zeitschriften und Schriftenreihen eindeutig identifiziert. Das Pendant für Bücher ist die ISBN, für digitale Objekte der DOI. Die ISSN basiert auf der internationalen Norm ISO 3297 aus dem Jahr 1975. Zentral wird die ISSN vom Centre International de l’ISSN in Paris verwaltet. Seit Ende 2013 können auch wissenschaftliche Blogs und Blogs von allgemeinem Interesse eine ISSN erhalten.

## Aufbau der ISSN
Eine ISS-Nummer besteht aus acht Ziffern, die durch einen Bindestrich in zwei Gruppen zu je vier Ziffern unterteilt sind, wie zum Beispiel 1234-5679 (statt einer Ziffer kann an letzter Stelle auch ein „X“ stehen, siehe unten). Aus der ISSN ist – anders als bei der ISBN – nicht anhand von Nummernbestandteilen erkennbar, aus welchem Sprachgebiet oder Verlag ein Sammelwerk stammt, auch wenn dies die zwei Gruppen mit je vier Ziffern vermuten lassen. Der Bindestrich dient nur als optisches Unterscheidungsmerkmal gegenüber anderen Kodierungssystemen wie der ISBN und einer besseren Lesbarkeit. Inhaltlich stellen die ersten sieben Ziffern die eigentliche ISSN dar, die achte Ziffer ist eine Prüfziffer.
Zur Berechnung der Prüfziffer wird zunächst die absteigend von 8 bis 2 gewichtete Quersumme {\displaystyle a} der ersten sieben Stellen berechnet (achtmal erste Stelle plus siebenmal zweite Stelle etc.). Die achte Stelle {\displaystyle p} berechnet sich nun folgendermaßen:
{\displaystyle p=\left\lbrace {\begin{array}{cl}0&{\mbox{falls }}a\mod 11=0\\X&{\mbox{falls }}a\mod 11=1\\11-(a\mod 11)&{\mbox{sonst}}\end{array}}\right.}
Um die Prüfziffer zu validieren, kann man die absteigend von 8 bis 1 gewichtete Quersumme aller 8 Ziffern berechnen, wobei X durch 10 zu ersetzen ist. Falls diese Quersumme sich ohne Rest durch 11 teilen lässt, ist die Prüfziffer korrekt.
In den unten angegebenen Publikationen von Elizabeth H. Groot findet man eine Literaturzusammenstellung zur historischen und fachlichen Entwicklung der ISSN bis 1977.

## Vergabe und Prinzipien
Die Vergabe der ISSN wird von nationalen ISSN-Zentren vorgenommen, die zusammen das ISSN-Netzwerk bilden; in Deutschland ist dies beispielsweise die Deutsche Nationalbibliothek in Frankfurt am Main, in der Schweiz die Schweizerische Nationalbibliothek in Bern. Nach der ISO 3297 sollte für jeden Medientyp einer Zeitschrift eine eigene ISSN vergeben werden, zum Beispiel eine für die Papierausgabe und eine für die CD-ROM-Ausgabe. In der Praxis wird dies aber nicht immer so gehandhabt, weil die digitalen Medien durch das PDF inzwischen eine Ausgabe ermöglichen, die sich nicht von der Papierausgabe unterscheidet.
Ist eine ISSN einmal erteilt, gilt sie auch rückwirkend auf zuvor erschienene Bände.

## ISSN als GTIN oder Strichcode
Um die ISSN als Strichcode umzusetzen, wird sie in eine dreizehnstellige GTIN umgewandelt. Die GTIN beginnt mit 977, dem Präfix für fortlaufende Veröffentlichungen. Darauf folgen die ersten sieben Ziffern der ISSN (die Prüfziffer entfällt). Die Ziffern 11 und 12 sind variabel und können vom Verlag für zusätzliche Informationen verwendet werden. Die dreizehnte Stelle ist die Prüfziffer gemäß den Richtlinien der GTIN. Diese kann dann als Strichcode dargestellt werden.
Da die ISSN nicht für eine einzelne Ausgabe, sondern für die gesamte fortlaufende Veröffentlichung gilt, ist sie für viele Geschäftsvorfälle u. a. im Anzeigengeschäft und im Zeitschriftenhandel nicht geeignet. In Deutschland wurde dafür vom Verband Deutscher Zeitschriftenverleger eine VDZ-Objektnummer eingeführt, welche von der GS1 Germany vergeben wird und auch eine GTIN darstellt. Diese wird statt der ISSN-GTIN als Strichcode angedruckt.

## Erweiterungen (eISSN, SICI)
Die eISSN ist die internationale elektronische Standardzeitschriftennummer. Elektronische Ausgaben und Printversionen müssen nicht dieselbe Zeitschriftennummer haben. Erscheinen Ausgaben bei identischen Titeln in verschiedenen Medienformen zeitgleich, erhalten sie in der Regel jeweils eine eigene ISSN.
Der Serial Item and Contribution Identifier (SICI) wurde besonders für den elektronischen Zugriff eingeführt, spezifiziert in ANSI/NISO Z39.56, der auch einzelne Abschnitte und Artikel in Ausgabebänden eindeutig identifizieren kann, während die ISSN nur ganze Serien bezeichnet. Der SICI ist in erster Linie für die Verwendung durch diejenigen Mitglieder der bibliographischen Gemeinschaft gedacht, die an der Verwendung oder Verwaltung von Zeitschriftentiteln und ihren Beiträgen beteiligt sind (englisch “intended primarily for use by those members of the bibliographic community involved in the use or management of serial titles and their contributions”). 2001 übernahm ihn JSTOR zur Artikelnummerierung.

## Identifikationsnummern für andere Publikationen
Für andere Publikationsformen der Publikation wie Bücher und notierte Musikwerke gibt es eigene Nummernsysteme:
- ISAN – International Standard Audiovisual Number
- ISBN – International Standard Book Number
- ISMN – Internationale Standard-Musik-Nummer (für gedruckte und digitalisierte Notensätze)
- ISRC – The International Standard Recording Code
- ISRN – International Standard Technical Report Number
- ISTC – International Standard Text Code
- ISWC – International Standard Musical Work Code